# Daria Nikolaïevna Saltykova
Pour les articles homonymes, voir  Daria Petrovna Saltykova et Famille Saltykov.
Daria Nikolaïevna Saltykova (en russe : Дарья Николаевна Салтыкова), née Ivanova en 1730 et morte le 27 novembre 1801 (9 décembre dans le calendrier grégorien) à Moscou,  connue sous le nom de Saltytchikha, est une riche comtesse russe, tueuse en série, reconnue coupable du meurtre de plus d'une centaine de ses serfs, principalement des femmes et des jeunes filles.
Elle a été comparée à la Hongroise Élisabeth Báthory, la « Comtesse sanglante », qui commit des crimes similaires à la fin du XVIe siècle.

## Biographie
Daria Nikolaïevna est née de parents nobles russes, Nikolaï Avtonomovitch Ivanov et Anna Ivanovna Davydova.

### Mariage et famille
Daria Nikolaïevna Saltykova épouse le comte Gleb Alexeïevitch Saltykov, oncle de Nikolaï Saltykov de la célèbre famille Saltykov. Daria Nikolaïevna se marie jeune. Elle a deux fils : Fiodor (1750-1801) et Nikolaï (mort en 1775), assurant ainsi sa place dans la succession. Elle est très triste et pieuse, investie dans les églises et monastères. Daria Saltykova devient veuve en 1755, à l'âge de 26 ans. Avec la mort de son mari, elle hérite d'une succession importante, qui a fait d'elle la veuve la plus riche de Moscou et lui permet ainsi de garder son train de vie ; ainsi 138 (ou 600) personnes sont à son service, dans sa propriété de Troïtskoïe, parmi d'autres, aux environs de Moscou, où elle vit avec ses deux jeunes fils et un grand nombre de serfs. Elle prend un amant après la disparition de son mari, le jeune Nikolay Tyutchev, et manque de le tuer de ses propres mains lorsqu'elle apprend qu'il a une liaison amoureuse avec une jeune fille avec qui il s'est secrètement marié à l'église. Tyutchev et sa femme s'enfuient après succession de ses parents à Moscou et quittent rapidement la région.
Par la suite, elle déteste ses serfs femmes, surtout les jeunes, torturant à mort les enfants et les femmes enceintes. Le déclenchement de cette haine prend source dans cette aigre histoire d'amour et dans la jalousie. Un de ses serfs, Iermolaï Iline, perd, une par une, trois de ses épouses, tuées sur ordre de la comtesse. Elle jette des bûches sur ses servantes, bat, fouette et torture en argumentant par exemple qu'elle n'aime pas la façon dont elles nettoient la maison. C'est en utilisant le principe de l’État féodal qu'est la Russie à cette date qu'elle garde une emprise sur ses serfs, assimilés à des esclaves puisqu'ils sont liés toute leur vie à leur terre d'origine. Elle devient célèbre pour son tempérament et ses sautes d'humeur.

### Sadique et tueuse en série

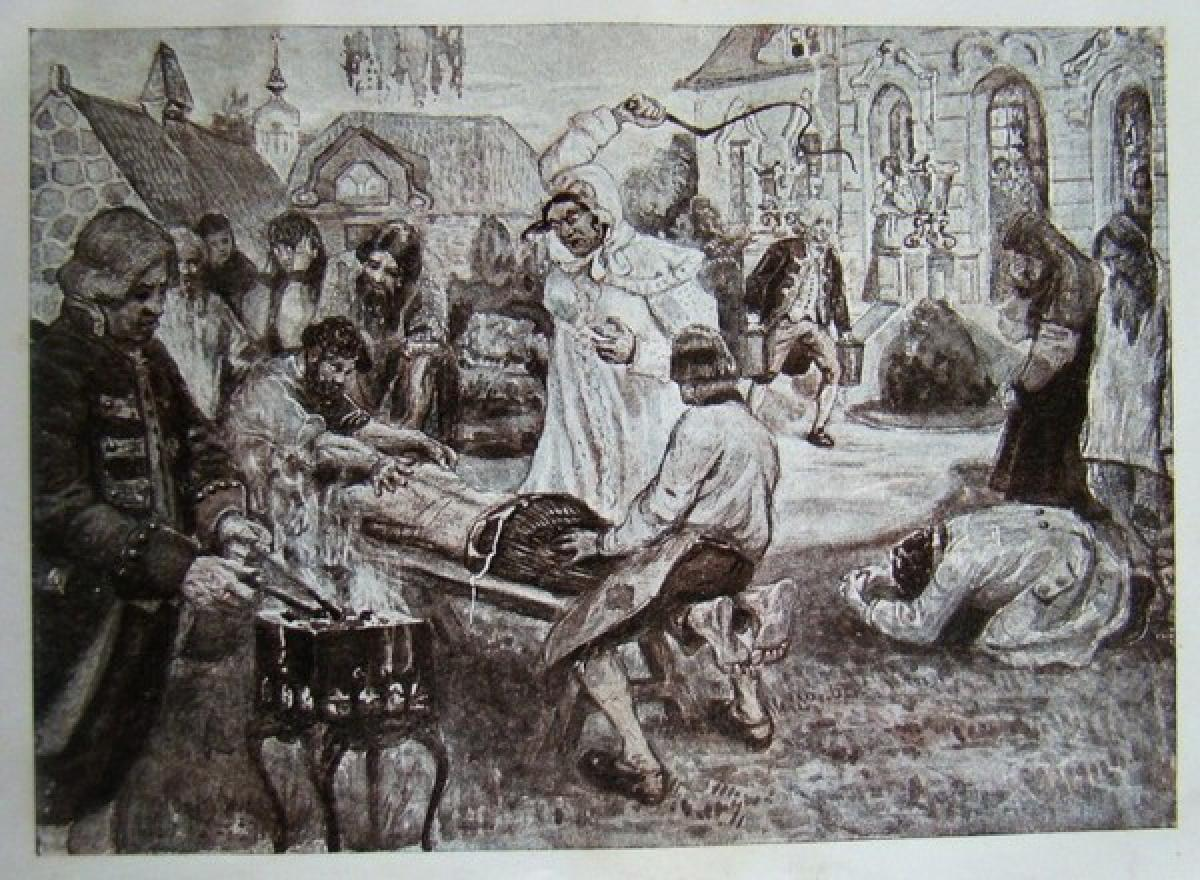
Daria Nikolaïevna Saltykova punissant un de ses serfs.

Initialement, la plupart des plaintes aux autorités au sujet des décès survenus sur son domaine, ainsi que les étranges disparitions sont ignorées, ou ont entraîné une punition comme fauteur de troubles. Daria Nikolaïevna est présente dans les sphères du pouvoir russe, de la cour royale et de la noblesse du pays. Ce haut statut dans la société et ses importantes relations bloquent la diffusion des plaintes. Sakhvely Martynov et Iermolaï Iline, deux des serfs de la comtesse, se réfugient à Saint-Pétersbourg et lancent une pétition. Ces deux anciens employés sont finalement en mesure de produire une requête devant l'impératrice Catherine II en 1762. Cette dernière décide de ne pas cacher l'affaire et de la rendre publique, afin de rester une dirigeante juste. Saltykova est arrêtée en 1762.
L'instruction dure six ans, jusqu'au 2 octobre 1768,,, tandis que les autorités procèdent à une enquête minutieuse, en particulier grâce à Stepan Volkov. Le Collège de justice, que l'impératrice saisit, interroge de nombreux témoins, et examine les archives du domaine de Saltykova. La plupart des témoins et victimes survivants ont peur de témoigner. L'enquête officielle dénombre 138 morts suspectes, dont la grande majorité est attribuée à la comtesse. Il est confirmé qu'elle n'est ni folle ni malade. Elle est elle-même certaine d'échapper à la punition,.
Daria Saltykova est reconnue coupable d'avoir tué 38 servantes,, en les battant et en les torturant à mort, soit une centaine de moins que le nombre de victimes dont elle est inculpée,,. Seules trois de ses victimes sont des hommes,, serfs tués par accident. Elle plaide coupable pour 138 meurtres et de nombreuses tortures. Ces meurtres ont lieu entre 1757 et 1764. Les enquêteurs médico-légaux comptent 139 victimes, en particulier des jeunes filles de 10 à 12 ans. L'impératrice Catherine ne sait pas comment la punir, la coupable échappe à la peine de mort car celle-ci a été abolie en Russie en 1745, avant que les meurtres n'aient été découverts, et l'impératrice a besoin de l'appui de la noblesse du pays.

### Emprisonnement et mort
Le 2 octobre 1768, la sentence tombe, la comtesse sera emprisonnée à perpétuité. En 1768, Daria Nikolaïevna Saltykova est enchaînée sur la place Rouge de Moscou pendant une heure, pour une « exécution civile », avec une pancarte autour du cou où est inscrit: « Cette femme a torturé et tué »,,. Beaucoup de personnes sont venues la regarder alors qu'elle est ridiculisée et traitée avec mépris pendant une heure. Elle est déchue de ses titres de noblesse. Par la suite, Saltykova est emprisonnée à vie, dans la cave du couvent de Saint-Jean-le-Précurseur de Moscou, à Moscou. Elle y resta 33 ans,, en partie dans une cellule sans fenêtre. En fin de vie, elle est transférée dans une cellule avec fenêtre, d'où elle crache sur les passants et leur jette des bâtons. Daria Nikolaïevna Saltykova meurt le 27 décembre 1801 (ou 27 novembre) après 33 ans d'incarcération, et est enterrée à côté de ses proches, dans la nécropole du monastère Donskoï. Les documents officiels indiquent néanmoins 1800 pour année de décès.